# Pernersdorf
Pernersdorf ist eine Marktgemeinde mit 1067 Einwohnern (Stand 1. Jänner 2025) im Bezirk Hollabrunn in Niederösterreich.

## Geografie
Pernersdorf liegt im Weinviertel im Tal der Pulkau in einer Höhe von knapp über 200 Meter Meereshöhe. Nach Süden steigt das Land zum bewaldeten Schlossberg auf 275 Meter an.
Die Fläche der Marktgemeinde umfasst 25,84 Quadratkilometer. Davon sind 76 Prozent landwirtschaftliche Nutzfläche, 14 Prozent Weingärten und nur etwa 1 Prozent der Fläche ist bewaldet.

### Gemeindegliederung
Das Gemeindegebiet umfasst folgende fünf Ortschaften (in Klammern Einwohnerzahl Stand 1. Jänner 2025):
- Karlsdorf (138)
- Peigarten (296)
- Pernersdorf (358)
- Pfaffendorf (236)
- Ragelsdorf (39)

Die Gemeinde besteht aus vier Katastralgemeinden (Fläche Stand 31. Dezember 2023):
- Peigarten (519,94 ha)
- Pernersdorf (1.081,22 ha)
- Pfaffendorf (255,77 ha)
- Ragelsdorf (727,11 ha)

### Nachbargemeinden
| Retz        | Retzbach                                    |           |
| Zellerndorf | Kompassrose, die auf Nachbargemeinden zeigt | Haugsdorf |
|             | Guntersdorf                                 |           |

## Geschichte
Das Gebiet von Pernersdorf war bereits in der Bronzezeit besiedelt. Das zeigen die Funde einer Dolchklinge und einer Nadel, die sich heute im Museum Alte Hofmühle in Hollabrunn befinden. Aus dem 6. nachchristlichen Jahrhundert wurden römische Münzen gefunden. Erstmals urkundlich erwähnt wurde Perhartstorf (Pernersdorf) im Jahr 1180 in einer Besitzbestätigungsurkunde von Papst Alexander III an das Augustinerchorherrenstift von St. Pölten.
Im Zuge der babenbergischen Sicherung des Grenzsaumes im Pulkautal nach 1050 siedelte sich ein Gefolgsmann Pernhart in Form einer „Althufe“ an. Erst seit dem Spätmittelalter entwickelte sich durch Zusiedlung ein Dorf mit Dreifelderwirtschaft.
Mit dem 1. Jänner 1971 wurden im Zuge der Niederösterreichischen Kommunalstrukturverbesserung die bis dahin selbständigen Gemeinden Peigarten, Pfaffendorf, Ragelsdorf und Pernersdorf zu Pernersdorf zusammengelegt. Im Jahr 1974 wurde Pernersdorf zur Marktgemeinde erhoben.

### Bevölkerungsentwicklung
Seit dem Jahr 1991 bleibt die Einwohnerzahl konstant, da die negative Geburtenbilanz durch eine positive Wanderungsbilanz ausgeglichen wird.
| Pernersdorf: Einwohnerzahlen von 1869 bis 2025      | Pernersdorf: Einwohnerzahlen von 1869 bis 2025 | Pernersdorf: Einwohnerzahlen von 1869 bis 2025 | Pernersdorf: Einwohnerzahlen von 1869 bis 2025 | Pernersdorf: Einwohnerzahlen von 1869 bis 2025 |
| --------------------------------------------------- | ---------------------------------------------- | ---------------------------------------------- | ---------------------------------------------- | ---------------------------------------------- |
| Jahr                                                |                                                |                                                |                                                | Einwohner                                      |
| 1869                                                | 1869                                           |                                                | 2.395                                          | 2.395                                          |
| 1880                                                | 1880                                           |                                                | 2.450                                          | 2.450                                          |
| 1890                                                | 1890                                           |                                                | 2.453                                          | 2.453                                          |
| 1900                                                | 1900                                           |                                                | 2.449                                          | 2.449                                          |
| 1910                                                | 1910                                           |                                                | 2.239                                          | 2.239                                          |
| 1923                                                | 1923                                           |                                                | 2.193                                          | 2.193                                          |
| 1934                                                | 1934                                           |                                                | 2.042                                          | 2.042                                          |
| 1939                                                | 1939                                           |                                                | 1.936                                          | 1.936                                          |
| 1951                                                | 1951                                           |                                                | 1.885                                          | 1.885                                          |
| 1961                                                | 1961                                           |                                                | 1.570                                          | 1.570                                          |
| 1971                                                | 1971                                           |                                                | 1.419                                          | 1.419                                          |
| 1981                                                | 1981                                           |                                                | 1.209                                          | 1.209                                          |
| 1991                                                | 1991                                           |                                                | 1.022                                          | 1.022                                          |
| 2001                                                | 2001                                           |                                                | 1.031                                          | 1.031                                          |
| 2011                                                | 2011                                           |                                                | 1.015                                          | 1.015                                          |
| 2021                                                | 2021                                           |                                                | 1.050                                          | 1.050                                          |
| 2025                                                | 2025                                           |                                                | 1.067                                          | 1.067                                          |
| Quelle(n): Statistik Austria, Gebietsstand 1.1.2021 |                                                |                                                |                                                |                                                |

## Kultur und Sehenswürdigkeiten
- Glockenturm Peigarten

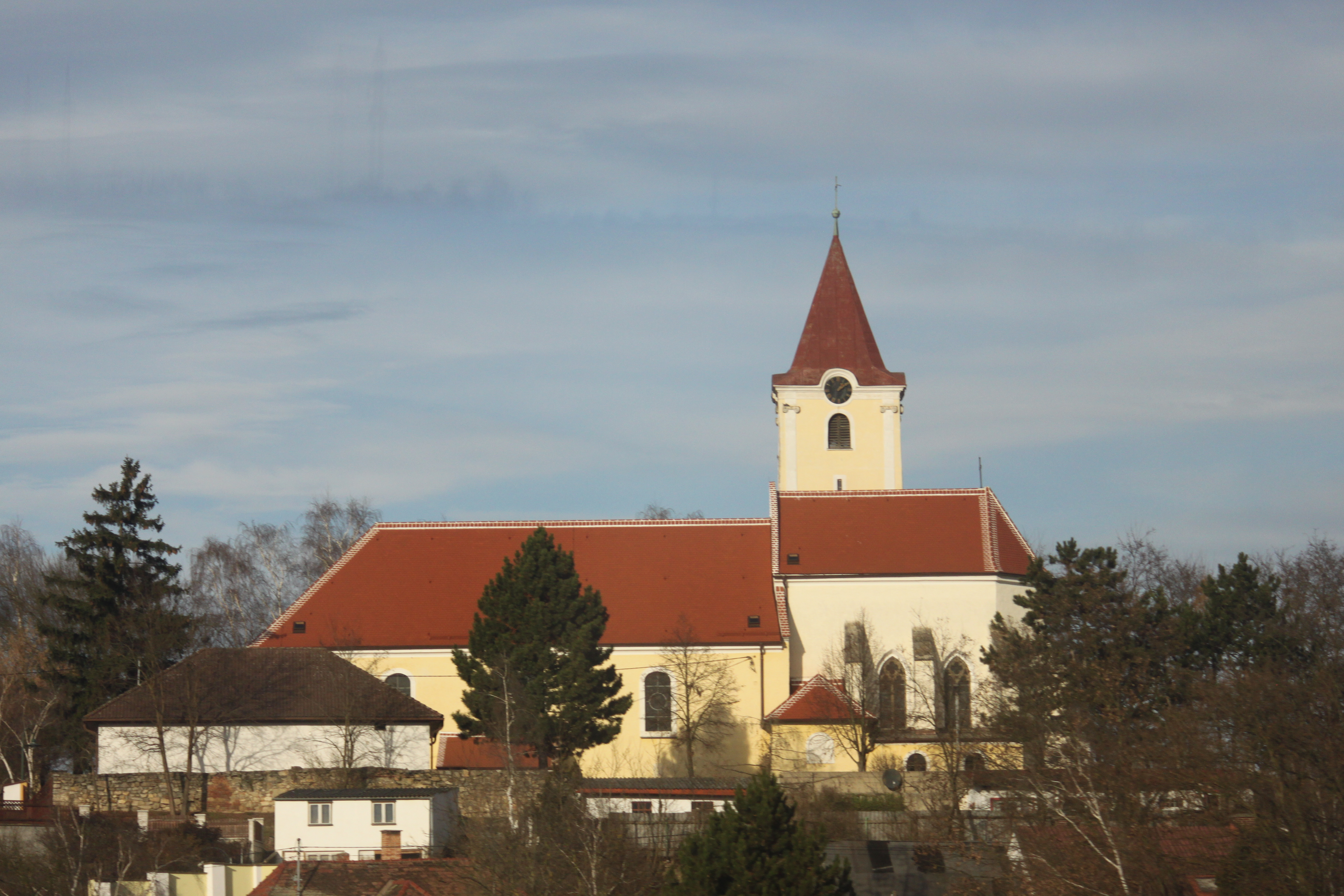
Pfarrkirche Pfaffendorf

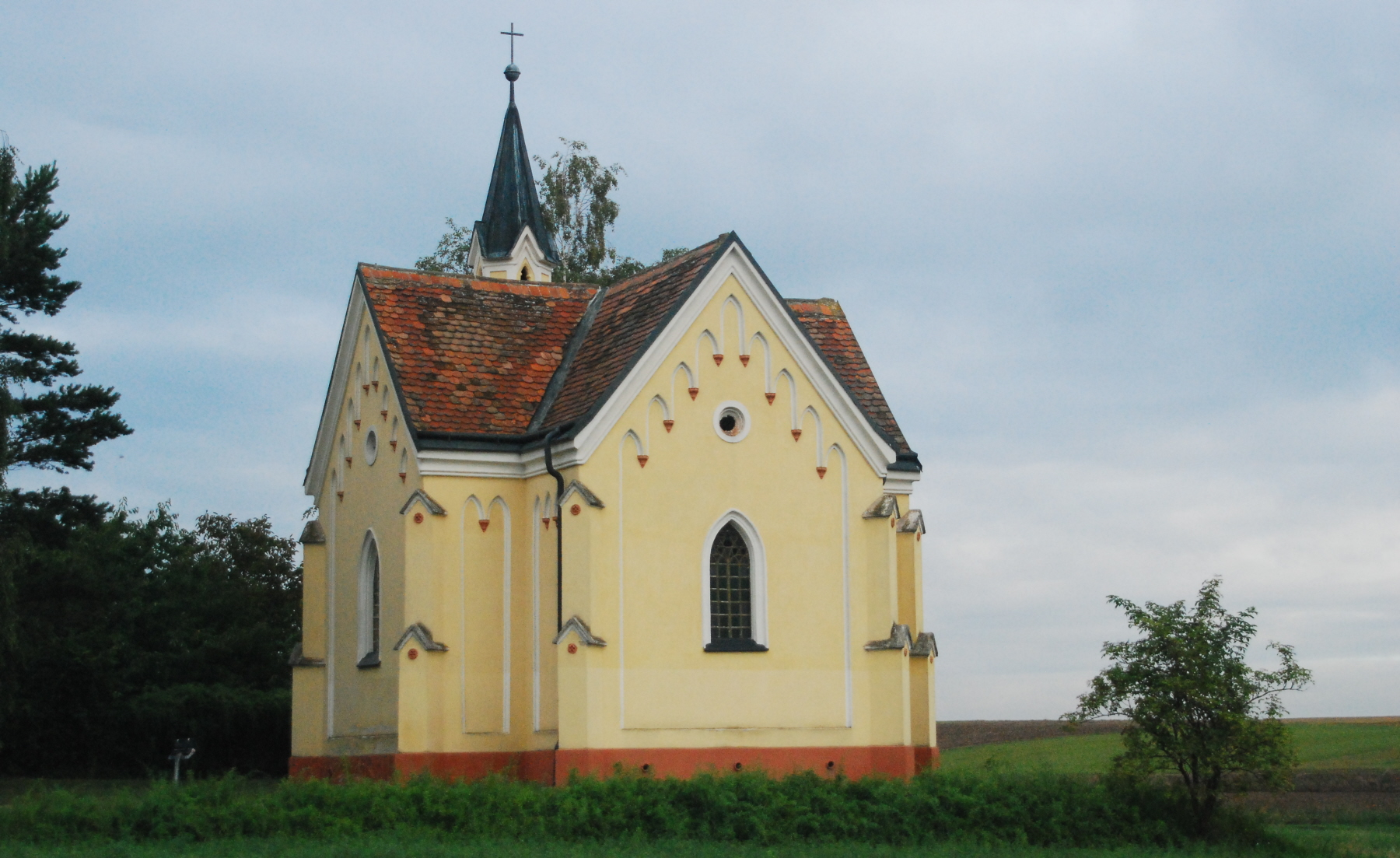
Grabkapelle Ragelsdorf

- Katholische Filialkirche Peigarten hl. Radegundis
- Katholische Ortskapelle Pernersdorf hl. Bartholomäus
- Katholische Pfarrkirche Pfaffendorf hl. Georg
- Glockenturm Ragelsdorf
- Grabkapelle Ragelsdorf der Magdalena von Ehrenfels

## Wirtschaft und Infrastruktur
Im Jahr 2010 gab es in Pernersdorf 62 land- und forstwirtschaftliche Betriebe (im Jahr 1999 waren es 153), davon 29 Haupterwerbsbetriebe. Im Produktionssektor waren in sieben Betrieben 21 Arbeitnehmer beschäftigt, vor allem mit der Herstellung von Waren. Der Dienstleistungssektor gab in 34 Betrieben 64 Menschen Arbeit, etwa der Hälfte in öffentlichen und sozialen Dienstleistungen (Stand 2011).

### Bildung
In Pernersdorf gibt es einen Kindergarten.

### Gesundheit
In der Marktgemeinde ordiniert ein praktischer Arzt.

## Politik

Gemeindeamt

### Gemeinderat
Der Gemeinderat hat 19 Mitglieder.
- Nach den Gemeinderatswahlen in Niederösterreich 1990 hatte der Gemeinderat folgende Verteilung: 12 ÖVP und 7 SPÖ.
- Nach den Gemeinderatswahlen in Niederösterreich 1995 hatte der Gemeinderat folgende Verteilung: 12 ÖVP und 7 SPÖ.[13]
- Nach den Gemeinderatswahlen in Niederösterreich 2000 hatte der Gemeinderat folgende Verteilung: 12 ÖVP, 6 SPÖ und 1 FPÖ.[14]
- Nach den Gemeinderatswahlen in Niederösterreich 2005 hatte der Gemeinderat folgende Verteilung: 12 ÖVP und 7 SPÖ.[15]
- Nach den Gemeinderatswahlen in Niederösterreich 2010 hatte der Gemeinderat folgende Verteilung: 12 ÖVP und 7 SPÖ.[16]
- Nach den Gemeinderatswahlen in Niederösterreich 2015 hatte der Gemeinderat folgende Verteilung: 12 ÖVP und 7 SPÖ.[17]
- Nach den Gemeinderatswahlen in Niederösterreich 2020 hatte der Gemeinderat folgende Verteilung: 12 ÖVP und 7 SPÖ.[18]
- Nach der Gemeinderatswahl vom 28. Jänner 2024, die nach der Auflösung des Gemeinderates nach dem Rücktritt der SPÖ-Gemeinderäte notwendig wurde, hat der Gemeinderat folgende Verteilung: 9 ÖVP, 5 SPÖ und 5 Ja zur Liste Pernersdorf (JAP).[19] Die vorgezogene Wahl 2024 gilt auch für 2025.[20]

### Bürgermeister
- 1993–2019 Eduard Kosch (ÖVP)
- 2019 – 30. Juni 2023 Johann Kettler (ÖVP)[21]
- 2023 Florian Hofmann (ÖVP): Der jüngste Bürgermeister Österreichs wurde am 10. Juli 2023 angelobt. Seine Amtszeit endete am Nachmittag des Folgetags mit dem Rücktritt der SPÖ-Gemeinderatsfraktion.[22][23]
- seit 2024 Erwin Kasper (SPÖ)[24]

### Wappen
Der Gemeinde wurde 1974 folgendes Wappen verliehen: In einem blauen Schild, auf einem grünen Schildfuß stehend, ein goldenes Weinfaß, das im Schildeshaupt von einer, an einem silbernen Faden hängenden goldenen Weinranke mit ebensolchen Trauben begleitet wird.
Die Weinbausymbole weisen auf die Bedeutung des Weinbaus in der Gemeinde hin.

## Persönlichkeiten
- Walter Kainz (1918–1996), Jurist, Schriftsteller und Dichter
- Karl Neubauer (1920–1985), Weinbauer, Politiker und Abgeordneter zum Landtag von Niederösterreich